# Шевырино
Шевырино — село в Абатском районе Тюменской области России. Административный центр Шевыринского сельского поселения.

## История
В «Списке населенных мест Российской империи» 1871 года издания (по сведениям 1868—1869 годов) населённый пункт упомянут как казённая деревня Шевырина (Молокова) Ишимского округа Тобольской губернии, при реке Ишим, расположенная в 75 верстах от окружного центра города Ишим. В деревне насчитывалось 53 двора и проживал 291 человек (140 мужчин и 151 женщина).

В 1926 году в деревне имелось 121 хозяйство и проживало 602 человека (291 мужчина и 311 женщин). В административном отношении Шевырина являлась центром сельсовета Абатского района Ишимского округа Уральской области.

## География
Село находится в юго-восточной части Тюменской области, в лесостепной зоне, в пределах Ишимской равнины, на берегах реки Смородинка (приток реки Ишим), на расстоянии примерно 10 километров (по прямой) к югу от села Абатское, административного центра района. Абсолютная высота — 78 метров над уровнем моря.

### Часовой пояс
Шевырино, как и вся Тюменская область, находится в часовой зоне МСК+2. Смещение применяемого времени относительно UTC составляет +5:00.

## Население
| 1989 | 2002 | 2010 |
| ---- | ---- | ---- |
| 825  | ↘751 | ↘575 |

На 2023 - 666 человек 
Гендерный состав
По данным Всероссийской переписи населения 2010 года в гендерной структуре населения мужчины составляли 49,4 %, женщины — соответственно 50,6 %.
Национальный состав
Согласно результатам переписи 2002 года, в национальной структуре населения русские составляли 93 %.

## Инфраструктура
В селе функционируют средняя общеобразовательная школа, детский сад, дом культуры, библиотека, фельдшерско-акушерский пункт.

## Улицы
Уличная сеть села состоит из восьми улиц.